# Agustín García Calderón
Agustín García Calderón (Santa Ana, 14 de agosto de 1948) es un abogado y notario salvadoreño. Fue magistrado presidente de la Corte Suprema de Justicia de El Salvador (CSJ) de 2000 a 2009.
Es licenciado en Ciencias Jurídicas, graduado en 1976, de la Universidad de El Salvador. Desarrolló una larga carrera jurídica como fiscal, juez de Primera Instancia y catedrático universitario de Derecho. Se ha desempeñado como procurador adjunto para la defensa de los derechos humanos (1992-1995), magistrado suplente de la CSJ (1997-2000) y presidente de la Federación de Asociaciones de Abogados de El Salvador (1998-1999). 
El 1 de julio de 2000 asumió como magistrado de la Sala Constitucional de la CSJ, para un período de nueve años. En 2000 la Asamblea Legislativa, lo nombró Presidente de la Corte Suprema de Justicia y del Órgano Judicial, siendo reelegido para ese cargo en los años 2003 y 2006.